# Liste der Kreisstraßen im Landkreis Elbe-Elster
Die Liste der Kreisstraßen im Landkreis Elbe-Elster ist eine Auflistung der Kreisstraßen im brandenburgischen Landkreis Elbe-Elster. Die Gesamtlänge der Kreisstraßen im Landkreis Elbe-Elster beträgt 235,621 km.

## Abkürzungen
- K: Kreisstraße
- L: Landesstraße

## Liste
Die Kreisstraßen behalten die ihnen zugewiesene Nummer nicht bei einem Wechsel in einen anderen Landkreis oder in eine kreisfreie Stadt. Nicht vorhandene bzw. nicht nachgewiesene Kreisstraßen werden in Kursivdruck gekennzeichnet, ebenso Straßen und Straßenabschnitte, die unabhängig vom Grund (Herabstufung zu einer Gemeindestraße oder Höherstufung) keine Kreisstraßen mehr sind. 
Der Straßenverlauf wird in der Regel von Nord nach Süd und von West nach Ost angegeben.
| Nr.    | Verlauf |
| ------ | --- |
| K 6132 | (K 6132 im Landkreis Dahme-Spreewald) – Kreisgrenze – ohne Abzweig einer klassifizierten Straße – Kreisgrenze – (K 6132 im Landkreis Dahme-Spreewald) Anmerkung: Die Straße befindet sich vollständig in der Trägerschaft des Landkreises Dahme-Spreewald. |
| K 6201 | L 63 in Schraden – Kreisgrenze – (K 6606 im Landkreis Oberspreewald-Lausitz) |
| K 6202 | L 59 in Großthiemig – Landesgrenze – (K 8511 im Landkreis Meißen, Sachsen) |
| K 6203 | L 59/L 591 in Hirschfeld – Landesgrenze – (K 8514 im Landkreis Meißen, Sachsen) |
| K 6204 | in Elsterwerda – L 59 in Merzdorf |
| K 6205 | (K 8580 im Landkreis Meißen, Sachsen) – Landesgrenze – L 59 |
| K 6206 | K 6207 in Stolzenhain an der Röder – Kotschka – |
| K 6207 | in Elsterwerda – Saathain – K 6206 – L 59 in Stolzenhain an der Röder |
| K 6208 | in Kahla – L 621 in Döllingen |
| K 6209 | – Elsterwerda – Kraupa – L 62 in Dreska |
| K 6210 | in Bad Liebenwerda – Zeischa – K 6212 – L 593 – Haida – K 6211 – in Elsterwerda |
| K 6211 | K 6210 in Haida – Würdenhain |
| K 6212 | L 59 in Zobersdorf – K 6210 in Zeischa |
| K 6213 | L 662 in Langenrieth – L 66 in Neuburxdorf – L 66 – Kosilenzien – L 64 |
| K 6214 | L 67 – Martinskirchen – Brottewitz – L 67 – L 66 |
| K 6215 | /L 662 in Bönitz – Zinsdorf – K 6216 – L 65 in Wahrenbrück |
| K 6216 | L 60 in Wildgrube – Beutersitz – – K 6217 – K 6215 in Zinsdorf |
| K 6217 | L 60 in Uebigau – K 6216 – L 65 in Wahrenbrück |
| K 6218 | in Wiederau – L 60 |
| K 6219 | L 60 in Wildgrube – Domsdorf – L 65 |
| K 6220 | L 651 in Prestewitz – L 653 in Thalberg |
| K 6222 | L 622 in Doberlug-Kirchhain – Lindena |
| K 6223 | L 601 in Lugau – Fischwasser – L 601/L 602 |
| K 6224 | L 601 in Eichholz – Drößig – K 6225 – L 62 in Nehesdorf |
| K 6225 | L 601 – K 6224 in Drößig |
| K 6226 | L 60 in Lichterfeld – Klingmühl – K 6258 in Sallgast, Siedlung Luise |
| K 6227 | Massen-Niederlausitz – K 6228 – Lindthal, Ende der Dorfstraße |
| K 6228 | in Sonnewalde – Goßmar – K 6230 – Möllendorf – K 6229 – Tanneberg – K 6227 in Massen-Niederlausitz |
| K 6229 | (K 6634 im Landkreis Oberspreewald-Lausitz) – Kreisgrenze – Babben – K 6231 – Breitenau – K 6228 – Gröbitz – in Finsterwalde |
| K 6230 | K 6228 – Pießig – in Finsterwalde |
| K 6231 | L 56 – K 6232 – Kleinbahren – K 6229 |
| K 6232 | in Dabern – Großbahren – K 6231 |
| K 6233 | (K 6129 im Landkreis Dahme-Spreewald) – Kreisgrenze – L 56 in Crinitz |
| K 6234 | Kleinkrausnik – Großkrausnik – K 6237 – Zeckerin – K 6235 – L 703 |
| K 6235 | K 6234 in Zeckerin – in Sonnewalde |
| K 6236 | Pahlsdorf – in Dabern |
| K 6237 | (K 6131 im Landkreis Dahme-Spreewald) – Kreisgrenze – K 6234 in Großkrausnik |
| K 6238 | in Naundorf – L 70 in Proßmarke |
| K 6239 | Jagsal – L 68 |
| K 6240 | in Schlieben – Malitschkendorf – L 69 – Osteroda – Redlin – |
| K 6241 | – Polzen – in Kolochau |
| K 6242 | L 67 – Gräfendorf |
| K 6243 | in Löhsten – Züllsdorf – Beyern – L 67 |
| K 6244 | K 6247 – Rahnisdorf – Buckau – K 6245 – in Fermerswalde |
| K 6245 | K 6244 in Buckau – K 6246 in Herzberg (Elster) |
| K 6246 | K 6245 in Herzberg (Elster) – |
| K 6247 | Mahdel – K 6244 – in Herzberg (Elster) |
| K 6248 | (K 2306 im Landkreis Wittenberg, Sachsen-Anhalt) – Landesgrenze – Arnsnesta – in Borken |
| K 6249 | – Grassau – K 6250 – L 72 |
| K 6250 | L 72 – K 6249 in Grassau |
| K 6251 | Hohenkuhnsdorf – Ahlsdorf – L 72 in Schönewalde |
| K 6252 | (K 7207 im Landkreis Teltow-Fläming) – Kreisgrenze – Freywalde – L 71 |
| K 6253 | (K 7206 im Landkreis Teltow-Fläming) – Kreisgrenze – L 71 in Knippelsdorf |
| K 6254 | (K 7205 im Landkreis Teltow-Fläming) – Kreisgrenze – Körba am See – Körba – L 70/L 704 in Lebusa |
| K 6255 | L 70 – Kreisgrenze – (K 7203 im Landkreis Teltow-Fläming) |
| K 6256 | (K 7204 im Landkreis Teltow-Fläming) – Kreisgrenze – L 70 |
| K 6257 | (K 2214 im Landkreis Wittenberg, Sachsen-Anhalt) – Landesgrenze – |
| K 6258 | in Zürchel – Sallgast – Sallgast, Siedlung Luise – K 6226 – Poley – Kreisgrenze – (K 6611 im Landkreis Oberspreewald-Lausitz) |
| K 6259 | (K 2216 im Landkreis Wittenberg, Sachsen-Anhalt) – Landesgrenze – ohne Abzweig einer klassifizierten Straße – Landesgrenze – (K 2216 im Landkreis Wittenberg, Sachsen-Anhalt)                                                                              |